# 25331 Berrevoets
25331 Berrevoets (tên chỉ định: 1999 KY4) là một tiểu hành tinh vành đai chính. Nó được phát hiện bởi James M. Roe ở Đài thiên văn Oaxaca ngày 20 tháng 5 năm 1999. Nó được đặt theo tên Cor Berrevoets.